# Bistum Parramatta
Das Bistum Parramatta (lateinisch Dioecesis Parramattensis, englisch Diocese of Parramatta) ist eine in Australien gelegene römisch-katholische Diözese mit Sitz in Parramatta.
Ihr Gebiet umfasst folgende Gebiete im Westen der Metropolregion Sydney: The Hills Shire, Blacktown City, Blue Mountains City, Hawkesbury City, Cumberland City, Parramatta City und Penrith City, außerdem Teile von Wollondilly Shire and Liverpool City.

## Geschichte
Das Bistum Parramatta wurde am 8. April 1986 durch Papst Johannes Paul II. mit der Apostolischen Konstitution Venerabilis Frater aus Gebietsabtretungen des Erzbistums Sydney errichtet und diesem als Suffraganbistum unterstellt.

## Bischöfe von Parramatta
- Bede Vincent Heather, 1986–1997
- Kevin Michael Manning, 1997–2010
- Anthony Fisher OP, 2010–2014, dann Erzbischof von Sydney
- Vincent Long Van Nguyen OFMConv, seit 2016

## Einzelnachweise

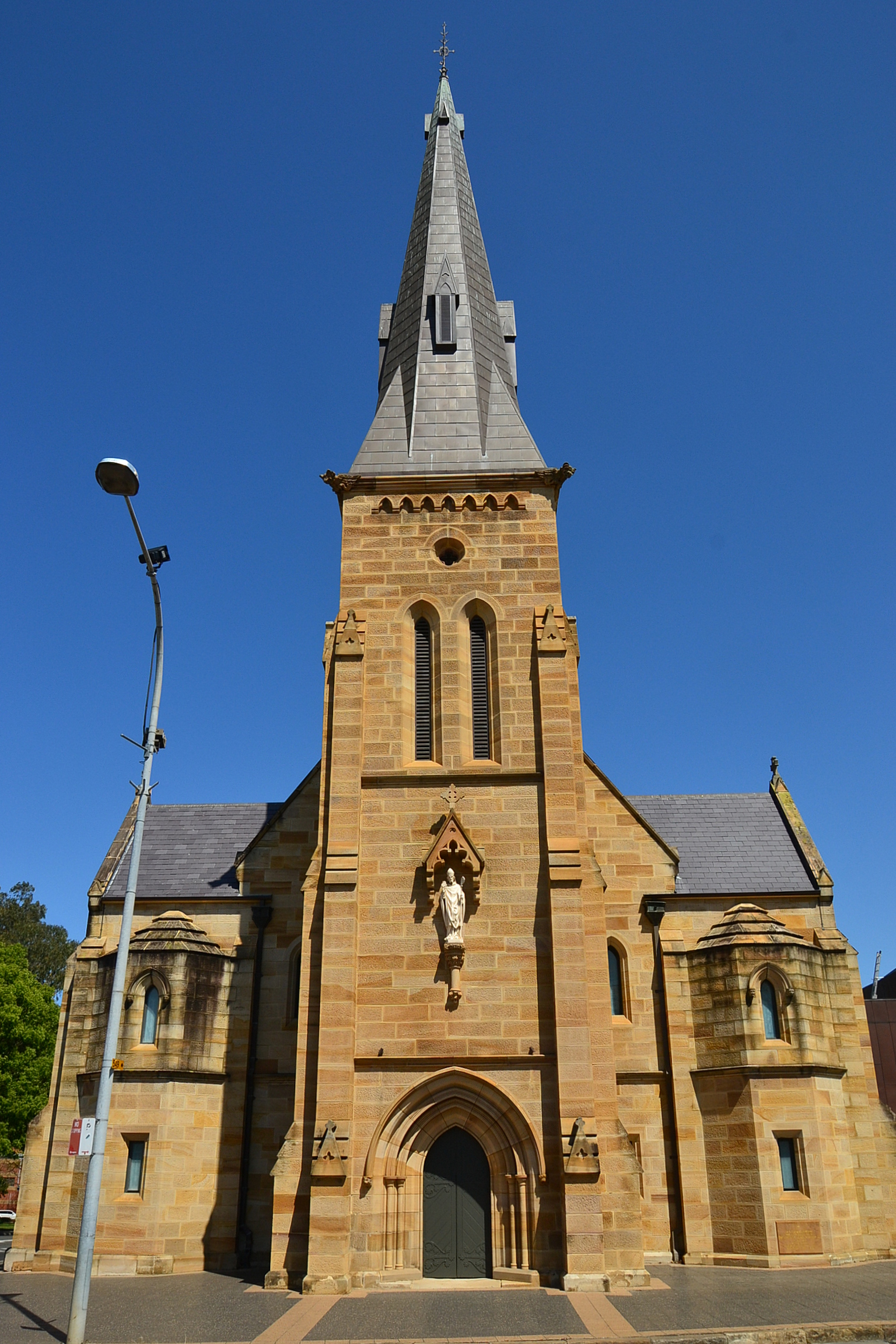
St. Patrick’s Cathedral in Parramatta